# Lazar Tanasijević
Lazar Tanasijević, srbsko-slovenski košarkar, * 28. april 1998, Smederevska Palanka, Srbija.
Z višino 203 cm igra na pozicijah krila in krilnega centra, v nekaterih primerih pa lahko igra tudi na poziciji centra.

## Življenje in kariera
Lazar je naglušni profesionalni košarkar. V rodni Srbiji je obiskoval osnovno šolo Akademik Radomir Lukić v Trnovču in Miloševcu do 5.razreda, potem se je zaradi očetove službe z družino preselil v Slovenijo, kjer je nadaljeval šolanje na osnovni šoli Vodmat v Ljubljani. Po prihodu v Slovenijo je Lazar začel trenirati košarko v osnovni šoli. Na osnovni šoli je treniral tri leta in z ekipo osvojil tretje mesto na prvenstvu osnovnih šol v Ljubljani. Po osnovni šoli se je vpisal v srednjo šolo na Zavodu za gluhe in naglušne v Ljubljani, z igranjem košarke pa je nadaljeval v KD Slovan. Tam se je zadržal dve leti, nato je šel v KD Ilirija, kjer je nastopal za mladinsko ekipo, tam ga je tudi opazil pomočnik slovenske gluhe reprezentance Bogdan Tanasič, ki ga je povabil na treninge reprezentance, kjer je Lazar naredil vtis, zato je dobil slovenski potni list ter leta 2016 tudi odšel z reprezentanco na evropsko prvenstvo v Grčiji, kjer so osvojili končno četrto mesto. Po končanih dveh sezonah na Iliriji je prvič zaigral v članski konkurenci v KK Rosa Vrhnika. Naslednjo sezono je zaigral za KK Globus, vedar je zaradi nesoglasja s klubom in trenerjem odigral le del sezone. V sezoni 2019/20 je nastopal za ekipo KD Ježica. Po nedokončani sezoni 2019/20, ki jo je predčasno prekinila pandemija covida-19, je v sezoni 2020/21 Lazar je za eno sezono šel v Srbijo. V sezoni 2021/22 pa je zaigral na Švedskem za ekipo Trollhatan BBK. 

## Nagrade
- Državno prvenstvo (2015): 1.Mesto
- Evropsko Prvenstvo (2016): 4.Mesto
- 3x3 turnir Vrhnika1: 4.Mesto
- 3x3 turnir Vrhnika2: 6.mesto
- 3x3 turnir Vrhnika3: 4.Mesto
- 3x3 turnir Vrhnika4: 2.Mesto
- 4.Kvalifikacijski turnir DP 3x3 2019: 5.M